# Moquegua (tỉnh)
Tỉnh General Sánchez Cerro (tiếng Tây Ban Nha: Provincia de General Sánchez Cerro) là một tỉnh thuộc vùng Moquegua của Peru. Tỉnh General Sánchez Cerro có diện tích 5682 kilômét vuông, dân số thời điểm theo điều tra dân số ngày 11 tháng 7 năm 1993 là 19327 người. Tỉnh lỵ đóng ở Omate.